# ゾフィー・フォン・メクレンブルク (1481-1503)

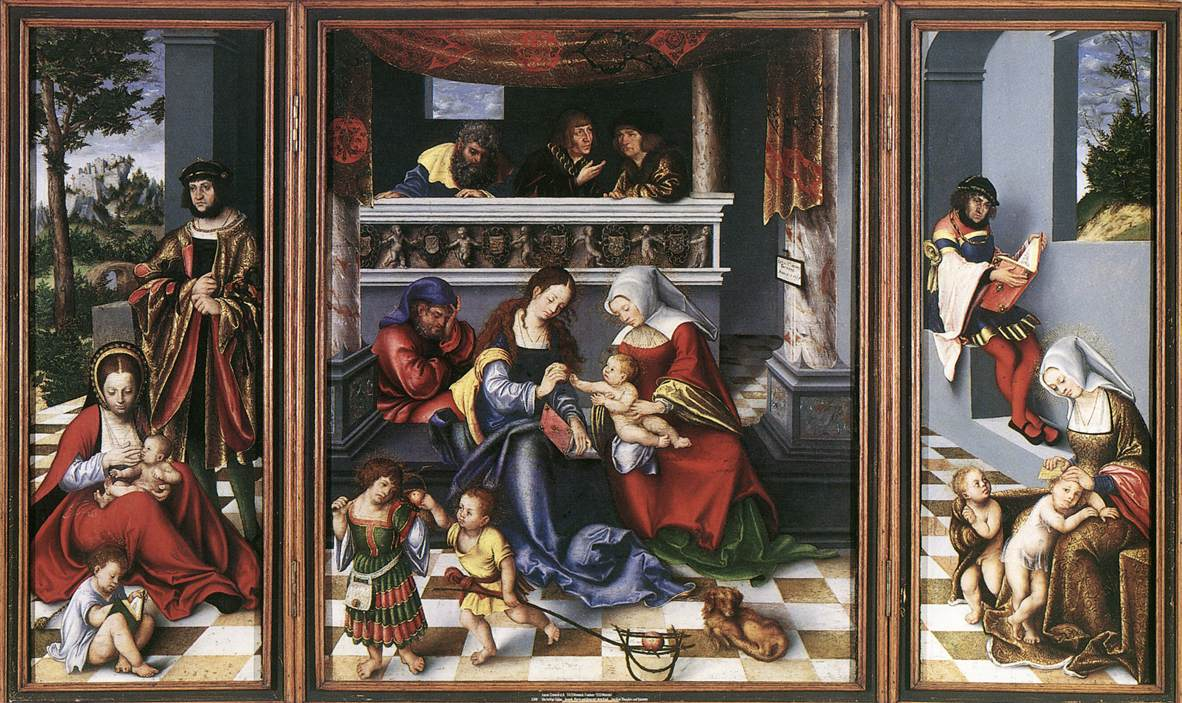
「トルガウ祭壇画（Torgauer Altar）」

ゾフィー・フォン・メクレンブルク（ドイツ語：Sophie von Mecklenburg, 1481年12月18日 - 1503年7月12日）またはゾフィア（Sophia）は、後にザクセン選帝侯となるヨハンと結婚したが、ヨハンが選帝侯となる前に没した。

## 生涯
ゾフィーはメクレンブルク公マグヌス2世とゾフィー・フォン・ポンメルンの間の7人の子女の3番目に生まれ、次女であった。
1500年3月1日に後にザクセン選帝侯となるヨハンと結婚し、1子をもうけた。
- ヨハン・フリードリヒ（1503年 - 1554年） - ザクセン選帝侯

ゾフィーは息子の誕生後まもなく死去した。夫ヨハンが選帝侯になる前のことであった。ゾフィーはトルガウの聖マリア教会に埋葬された。ゾフィーの青銅製の墓板はニュルンベルクの工房でペーター・フィッシャー（父）が制作した。
夫ヨハンとその兄ザクセン選帝侯フリードリヒ3世はゾフィーを記念して祭壇を作らせた。その祭壇は聖アンナと14人の救難聖人に捧げられ、1505年7月18日に完成した。また、ヨハンとフリードリヒ3世はルーカス・クラナッハに祭壇画を依頼した。現在フランクフルトのシュテーデル美術館に展示されている3連の祭壇画は、「トルガウ祭壇画（Torgauer Altar）」として知られ、それがこの時の祭壇画であると考えられている。他にクラナッハの14人の救難聖人を描いた小さな絵があり、それは現在ゾフィーの墓の後ろに展示されている。

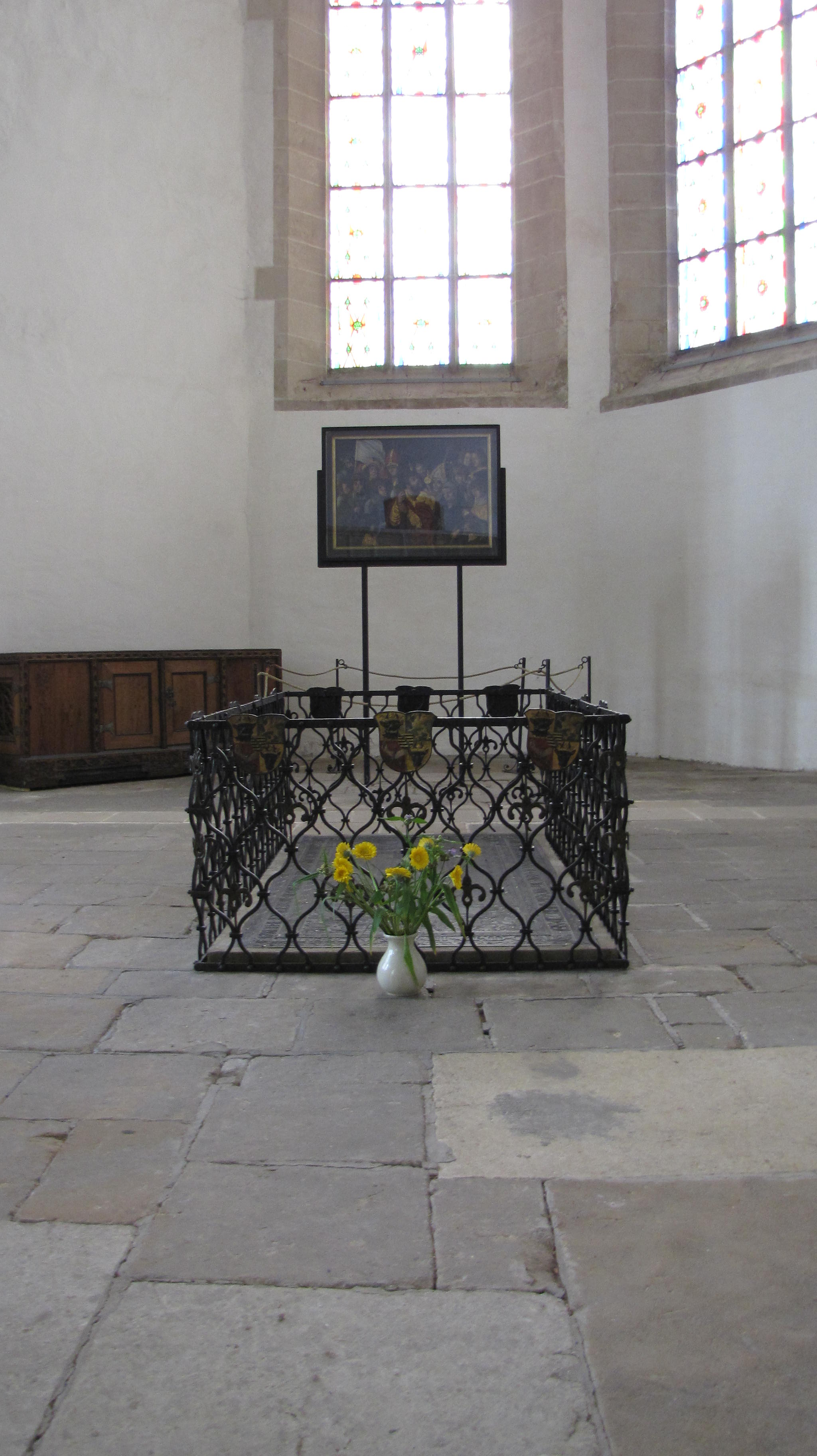
南側廊のゾフィーの墓；ルーカス・クラナッハの「14人の救難聖人」はこの墓の後ろに展示されている。
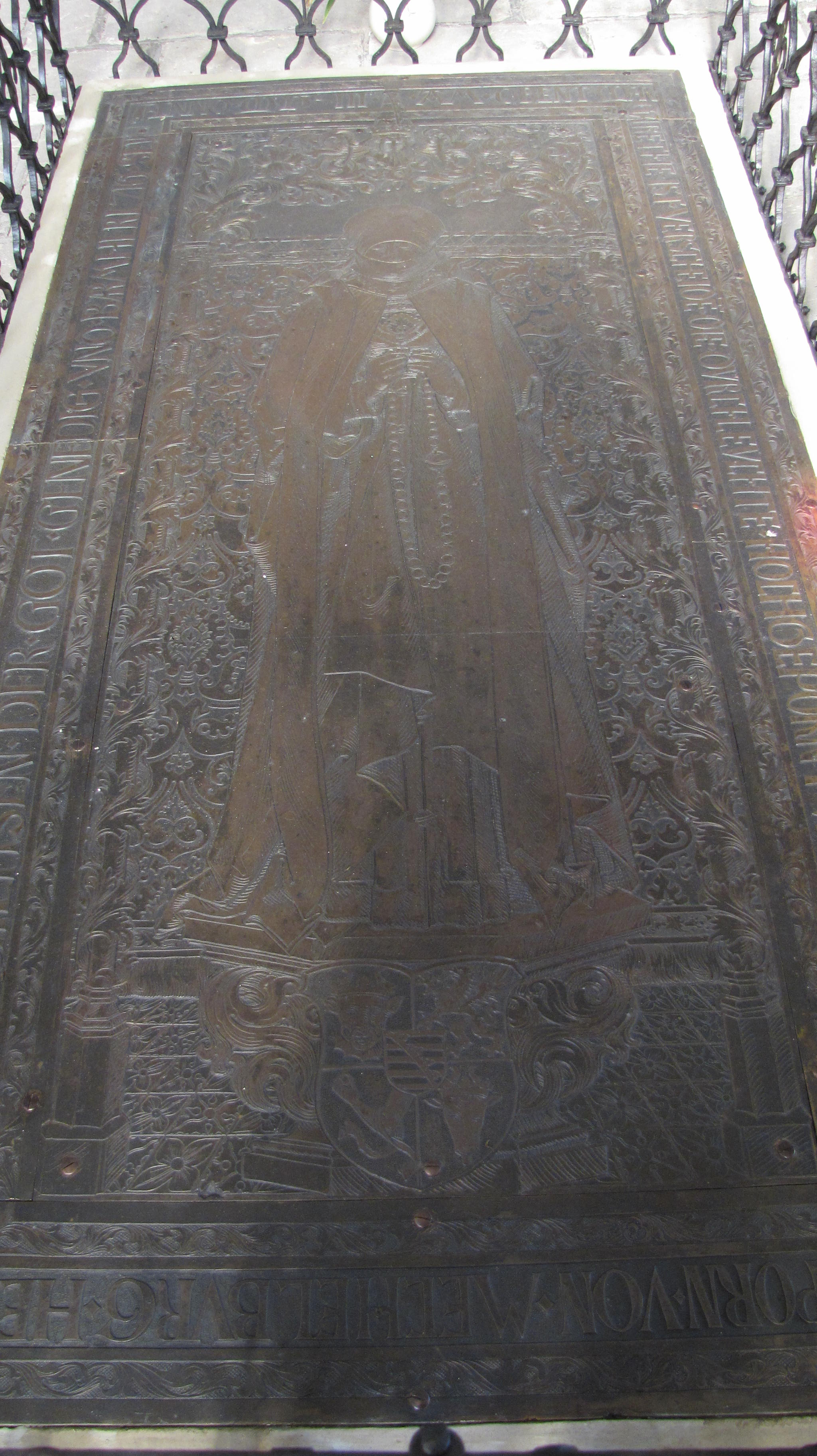
ゾフィーの墓板
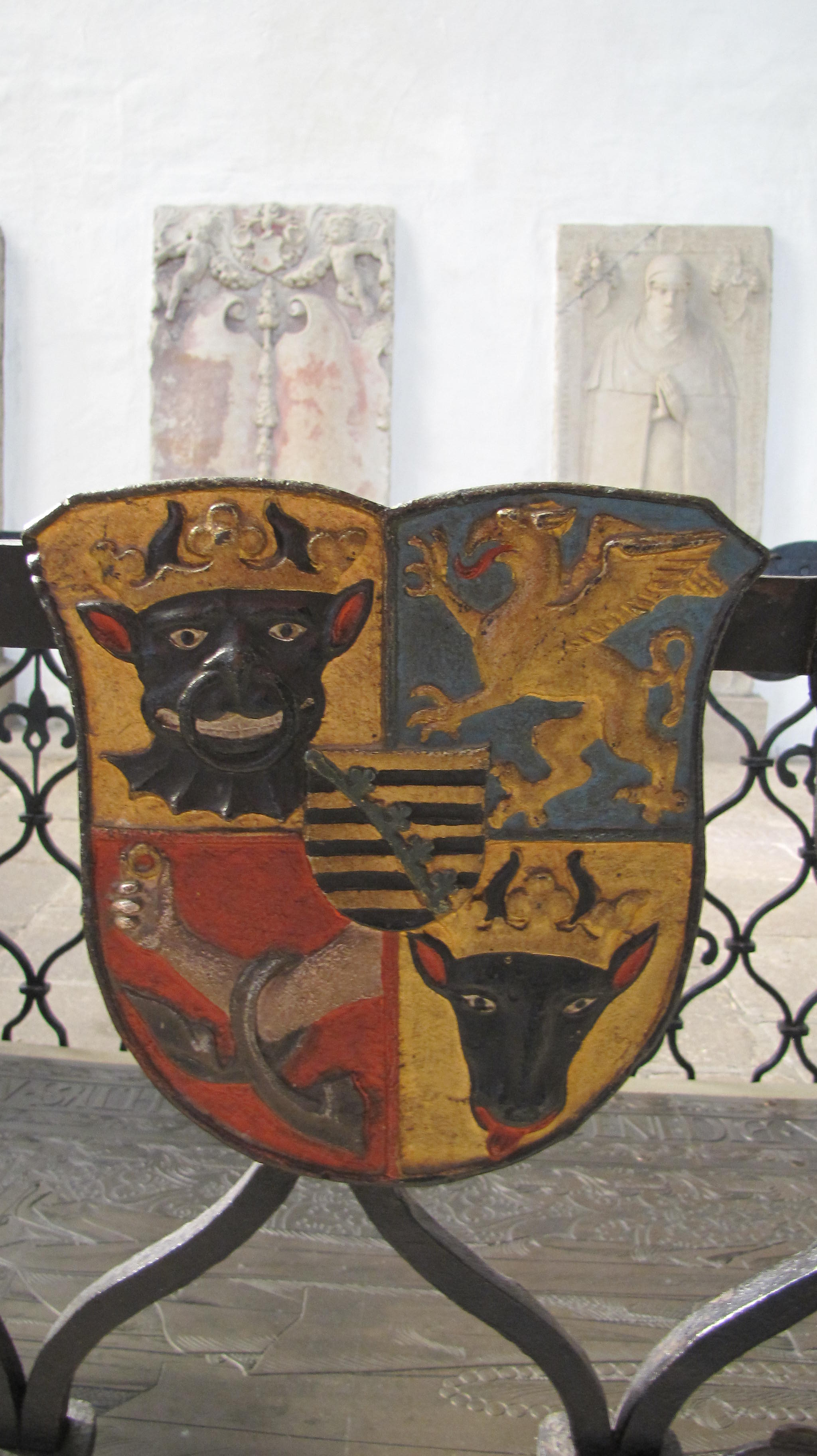
ゾフィーの紋章